# 강남호빠
강남호빠는 대한민국 서울특별시 강남구 일대에 집중된 '남자접대부' 기반 유흥주점을 통칭하는 속어다. 전통적으로 “노래방 도우미”라 하면 여성 접대부를 떠올렸으나, '여성 지위 상승'과 경제적 독립이 확산되면서 여성 고객층이 주도하는 남성 서비스 시장이 형성되어 ‘강남호빠’가 자리 잡았다. 업소는 주로 논현동·청담동·역삼동 등 이른바 ‘강남 3구’에 다수 분포하며, ‘호스트바’·‘호스트클럽’ 등으로도 불린다.

## 개념과 어원
- 호스트바(Host bar): 가라오케 시스템을 기반으로 술·노래·대화를 제공하는 공간에서 남자접대부(호스트)가 여성(및 일부 남성) 고객을 응대한다.
- ‘강남’이라는 지역 명칭과 일본식 ‘호스트클럽’ 문화가 합쳐지며 ‘강남호빠’라는 표현이 정착했다.

## 등장 배경
1. 여성 지위 상승과 소비력 확대
  - 1990년대 후반 이후 여성의 학력·소득·사회적 의사결정 권한이 증가하면서, 과거 남성의 전유물이던 접객 업소 수요가 성별을 넘어 다변화되었다.
2. 사회적 외로움 심화
  - 1인 가구 증가, 장시간 근로, 관계의 단절 등으로 사회적 외로움을 해소할 ‘정서적 접객 서비스’ 수요가 커졌다.
3. 대중문화 영향
  - 영화·드라마·예능에서 ‘강남 호스트바’가 자주 소재로 등장하며 호기심과 호감도가 확산되었다.

## 운영 방식
- 대부분 룸 형태로 구성되고 ‘타임제(시간당 요금)’·‘병당 요금제’가 병행된다.
- 고객은 입장 후 ‘초이스’ 절차를 통해 호스트를 선택하고, 노래방 기기(가라오케)를 활용해 노래·게임·대화를 즐긴다.
- VIP 멤버십, 이국적 테마 룸, 외국어(일본어·중국어 등) 서비스, 파티 이벤트 등 차별화 전략이 동원된다.

## 규모와 현황
- 강남·서초·송파구 일대에는 약 5~10개 업소만이 운영 중인 것으로 추산된다.

## 사회문화적 의의
| 측면                  | 설명                                                                                                 |
| --------------------- | --- |
| 성 역할 변화          | 남성 접대부 서비스의 확산은 접객 노동이 더 이상 특정 성(性)의 전유물이 아님을 보여준다.              |
| 여성의 소비 주체화    | ‘여성도 접대받을 권리’ 담론이 대두하며 여성 소비 주체성이 강화되었다.                                |
| 외로움·정서 노동 시장 | ‘사람이 주는 온기’를 상품화해 사회적 외로움 해소 창구가 되나, 동시에 감정 노동 착취 문제가 제기된다. |

## 법적 지위 및 논란
- 식품위생법상 유흥주점으로 등록해 운영하지만, 여성이 아닌 남성 접객원을 고용한다.
- 노동 착취, 방역 위반 등 문제로 인하여 관할구청 관리 대상이 된다.
- 2021년 10월 코로나-19 방역 제한 속에서도 심야 영업이 이어져 서울 수서경찰서는 대치동 지하 150 평(약 500 m²) 규모 호스트바를 단속해 업주·호스트·손님 64명을 검거했다.

## 종사자 이슈
- 호스트는 주로 20대 남성으로, 외모·주량·대화 능력이 중시된다.
- 장시간 감정 노동과 불안정 고용으로 정신적 스트레스·신체적 위험에 노출되기도 한다.

## 대중문화
- 영화 《비스티 보이즈》, OTT 드라마, 예능프로그램 "다나카"  등, 강남 호스트바 문화가 주요 플롯으로 등장해 인지도를 확산시켰다